# Stephanie Schneider
Stephanie Schneider, född 25 september 1990 i Erlabrunn, är en tysk bobåkare. Hennes yrke är polis.
Schneiders främsta meriter är en guldmedalj i tvåmannabob vid Europamästerskapen 2018 samt en guldmedalj i lagtävlingen vid Världsmästerskapen 2011.
Hon har dessutom tre vinster vid världscuptävlingarna 2011 och 2013.
Vid de olympiska vinterspelen 2018 kom hon på fjärde plats i tvåmannabob.